# Nadleśnictwo Józefów
Nadleśnictwo Józefów – jednostka organizacyjna Lasów Państwowych podległa Regionalnej Dyrekcji Lasów Państwowych w Lublinie. Siedziba nadleśnictwa znajduje się w Józefowie, w powiecie biłgorajskim, w województwie lubelskim.
Nadleśnictwo obejmuje część powiatów biłgorajskiego i tomaszowskiego.

## Historia
Nadleśnictwa Józefów i Susiec powstały na podstawie dekretu PKWN z dnia 12 grudnia 1944. Objęły one znacjonalizowane przez komunistów lasy prywatne, z których większość część stanowiły kompleksy leśne Ordynacji Zamojskiej. Na tych terenach przejściowo istniało także nadleśnictwo Tarnogród, włączone do nadleśnictwa Józefów przed 1972.
1 stycznia 1973 do nadleśnictwa Józefów przyłączono nadleśnictwo Susiec.

## Ochrona przyrody
Na terenie nadleśnictwa znajdują się trzy rezerwaty przyrody:
- Czartowe Pole
- Nad Tanwią
- Nowiny.

## Drzewostany
Gatunki lasotwórcze lasów nadleśnictwa (z ich udziałem procentowym):
- sosna 87%
- olsza czarna 4%
- jodła 3%
- brzoza 1%
- topola 1%
- dąb 1%
- inne 3%

Przeciętna zasobność drzewostanów nadleśnictwa wynosi 257 m³/ha, a przeciętny wiek 67 lat.